# Alain Aprahamian
Alain Aprahamian (26 de janeiro de 1988) é um judoca uruguaio. Competiu nos Jogos Olímpicos de Verão de 2024 em Paris na categoria até 81Kg. Foi eliminado na segunda fase pelo japonês Takanori Nagase.
Foi um dos participantes mais velhos nos Jogos Olímpicos de Paris de 2024, a sua segunda participação depois de ter terminado em 17º lugar nos Jogos Olímpicos de Tóquio de 2020, após a sua derrota na primeira ronda para Robin Pacek (SWE) na luta de -81kg. Desde 2019, ele conquistou onze medalhas em copas do mundo, incluindo uma vitória no Aberto da África de 2019 em Yaounde em -81kg. Neste ciclo olímpico conquistou cinco medalhas em taças do mundo, todas em eventos do Open Panamericano em cinco cidades diferentes. Nove competições em oito participações em Campeonatos do Mundo desde 2013, com o melhor desempenho em 17º lugar em 2014 em Chelyabinsk.